# Richmond Kickers
Richmond Kickers ist ein US-amerikanisches Fußball-Franchise aus Richmond, Virginia.
Die Richmond Kickers wurden 1993 gegründet und spielen in der USL League One, der dritthöchsten Liga im Ligensystem der USA. Die Heimspiele werden im City Stadium ausgetragen.

## Geschichte
Die Kickers wurden 1993 gegründet und trugen ihre ersten beiden Spielzeiten in der United States Interregional Soccer League aus, welche damals die dritte Liga der USA repräsentierte. Die Heimspiele wurden auf dem Gelände der University of Richmond ausgetragen.
1995 erreichte die Mannschaft einen ihrer größten Erfolge, den Gewinn des Lamar Hunt U.S. Open Cups. Die Kickers siegten im Finale gegen die El Paso Patriots mit 4:2 nach Elfmeterschießen. Im selben Jahr konnte auch das Finale der Play-offs in der USISL Premier League gewonnen werden. 1997 wechselte die Mannschaft in die USISL A-League, die damals zweithöchste Liga des Landes.
Im Oktober 2005 gaben die Besitzer der Richmond Kickers bekannt von der USL First Division in die Second Division zu wechseln. Dadurch konnte das Franchise Kosten einsparen und den Spielbetrieb aufrechterhalten. 2006 und 2009 wurden die Kickers Sieger Play-offs in der USL-2.
Seit der Saison 2011 spielt die Mannschaft in der USL Professional Division. 2013 konnte man hier die Regular Season gewinnen.
Seit dem 24. Januar 2013 sind die Kickers offizieller USL-Partner von D.C. United.

## Stadion
- First Market Stadium, University of Richmond; Richmond (1993–1994)
- City Stadium; Richmond (seit 1995)

Seit 1995 werden alle Heimspiele der Kickers im City Stadium in Richmond ausgetragen. Das 22.000 Zuschauer fassende Stadion liegt im Stadtteil Carytown in der Nähe der Virginia State Route 195. Zwischen 1983 und 2010 wurde das Stadion University of Richmond Stadium genannt. Das City Stadium wurde 1929 erbaut und diente der University of Richmond bis 2009 als Spielstätte für deren Austragungen im American Football. Neben den Kickers tragen auch die Richmond Kickers Destiny hier ihre Heimspiele aus.

## Bekannte ehemalige Spieler
- Sascha Görres (2005–2016)
- Collin Martin (2013–2015)

## Statistik

### Saisonstatistik
| Jahr | Ligenstufe | Liga                 | Reg. Season                       | Playoffs              | U.S. Open Cup      | Zuschauerschnitt |
| ---- | ---------- | -------------------- | --------------------------------- | --------------------- | ------------------ | ---------------- |
| 1993 | 3          | USISL                | 4. Platz, Atlantic Division       | Divisional Halbfinale | nicht teilgenommen |                  |
| 1994 | 3          | USISL                | 9. Platz, Atlantic Division       | nicht qualifiziert    | nicht teilgenommen |                  |
| 1994 |            | USISL Indoor         | 2. Platz, Northern Division       | nicht qualifiziert    | nicht teilgenommen |                  |
| 1995 | 4          | USISL Premier League | 2. Platz, Eastern Division        | Sieger                | Sieger             |                  |
| 1996 | 2          | USISL Select League  | 2. Platz, North Atlantic Division | Finale                | nicht qualifiziert |                  |
| 1997 | 2          | USISL A-League       | 3. Platz, Atlantic Division       | Division Halbfinale   | 3. Runde           |                  |
| 1998 | 2          | USISL A-League       | 1. Platz, Atlantic Division       | Conference Halbfinale | nicht qualifiziert |                  |
| 1999 | 2          | USL A-League         | 2. Platz, Atlantic Division       | 2. Runde              | nicht qualifiziert |                  |
| 2000 | 2          | USL A-League         | 2. Platz, Atlantic Division       | Conference Halbfinale | 3. Runde           |                  |
| 2001 | 2          | USL A-League         | 1. Platz, Central Conference      | Viertelfinale         | Viertelfinale      |                  |
| 2002 | 2          | USL A-League         | 2. Platz, Southeast Division      | Finale                | 3. Runde           |                  |
| 2003 | 2          | USL A-League         | 3. Platz, Southeast Division      | nicht qualifiziert    | nicht qualifiziert |                  |
| 2004 | 2          | USL A-League         | 2. Platz, Eastern Conference      | Viertelfinale         | Viertelfinale      |                  |
| 2005 | 2          | USL First Division   | 6. Platz                          | Finale                | 4. Runde           |                  |
| 2006 | 3          | USL Second Division  | 1. Platz                          | Sieger                | 2. Runde           |                  |
| 2007 | 3          | USL Second Division  | 1. Platz                          | Finale                | Viertelfinale      |                  |
| 2008 | 3          | USL Second Division  | 2. Platz                          | Halbfinale            | 3. Runde           |                  |
| 2009 | 3          | USL Second Division  | 2. Platz                          | Sieger                | 1. Runde           |                  |
| 2010 | 3          | USL Second Division  | 2. Platz                          | Finale                | 3. Runde           |                  |
| 2011 | 3          | USL Pro              | 3. Platz, American Division       | Halbfinale            | Halbfinale         | 2.545            |
| 2012 | 3          | USL Pro              | 4. Platz                          | 1. Runde              | 3. Runde           | 2.433            |
| 2013 | 3          | USL Pro              | 1. Platz                          | Halbfinale            | 3. Runde           | 2.637            |
| 2014 | 3          | USL Pro              | 4. Platz                          | Halbfinale            | 4. Runde           | 2.679            |
| 2015 | 3          | USL                  | 6. Platz                          | Erste Runde           | 4. Runde           | 3.747            |